# Nino D’Angelo
Nino D’Angelo, eigentlich Gaetano D’Angelo (* 21. Juni 1957 in San Pietro a Patierno, Neapel), ist ein italienischer Sänger, Komponist und Schauspieler.

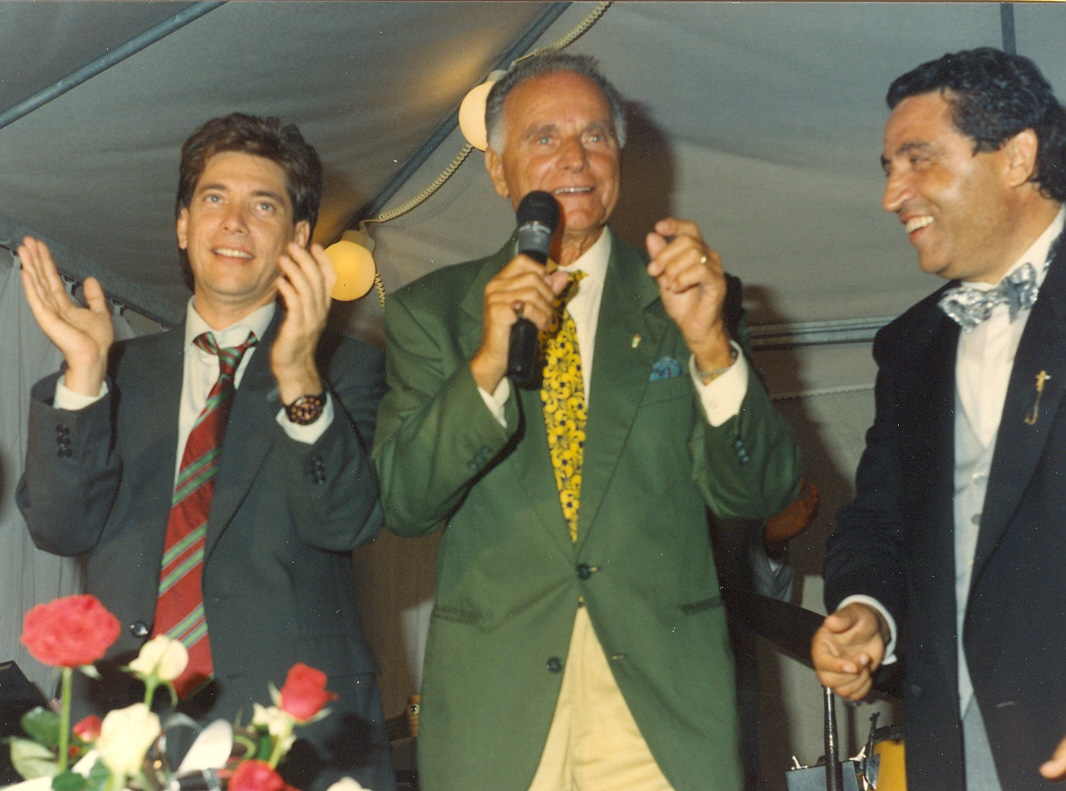
Nino D’Angelo - Alberto Amato - Mario Trevi (1992)

## Leben
D’Angelo stammt aus einem Armenviertel der neapolitanischen Vorstädte und verdiente erstes Geld als Schuhmacher, Parkplatzwächter und mobiler Eisverkäufer am Bahnhof, bevor er als Sänger bei Hochzeiten und anderen Festen seine musikalische Karriere begann. Bereits seine erste LP 1976, A storia mia, wurde erfolgreich. Im Folgejahr startete er eine Konzerttournee und schloss sich einem Volkstheater an; schnell entwickelte er sich zu einem Idol, das als moderne und jugendliche Ausgabe von Mario Merola angesehen wurde. 1979 heiratete er Annamaria, mit der er zwei Kinder hat, Antonio und Vincenzo. Fünf Jahre später begann er unter Regisseur Ninì Grassia eine stete Karriere auch als Filmdarsteller, wo er bis zu Beginn der 1990er Jahre regelmäßig in Melodramen und Komödien zu sehen war – Filme, die ihm auch genügend Raum zur Vorstellung einiger Lieder ließen. Der Tod seiner Eltern 1990 überschattete seine Karriere für einige Jahre, da er in eine tiefe Depression fiel. Doch setzte er seine Schauspielkarriere fort. Mehrfach arbeitete er auch mit Regisseur Alfonso Brescia und neben Merola und später mit Regisseur Mariano Laurenti zusammen. Für seinen Auftritt als Musiker in Roberta Torres Tano da morire und den Soundtrack erhielt D’Angelo den Nastro d’Argento. Infolge dieser Auszeichnung nahm gegen Ende des Jahrtausends die Zahl seiner Filme wieder zu, um danach wieder abzuebben. 1986 und 2000 führte er auch zweimal selbst Regie. Seine Filme waren im deutschsprachigen Raum nicht zu sehen.
D’Angelos Musik wird in ganz Italien und auch über dessen Grenzen hinaus gehört, obwohl er vorwiegend in neapolitanischem Dialekt singt. Zu seinen bekanntesten Titeln gehören „Senza giacca e cravatta“ und „Nu jeans e na maglietta“. In Neapel gilt er als Volksheld. Als Anhänger des SSC Neapel widmete er dem Verein und der Stadt Neapel eine Liebeshymne, die noch heute auf den Straßen von Kindern und Erwachsenen gesungen wird (Forza Napoli). 1999 veröffentlichte er seine Biografie „L’ignorante intelligente“. D’Angelo war der Wegbereiter für eine neue Generation neapolitanischer Sänger, für die in den 1990er-Jahren der Begriff musica neomelodica geprägt wurde.
Nino D’Angelo gilt in Italien als erklärter Kritiker des rechtspopulistischen Politikers Matteo Salvini. Wegen seiner öffentlichen Kritik hat er wiederholt Salvinis Zorn in den sozialen Medien auf sich gezogen.

## Diskografie
- 1976 A storia mia
- 1977 Nino D’Angelo vol.2
- 1978 Nino D’Angelo vol.3
- 1979 ’A parturente
- 1980 Celebrità
- 1981 ’A discoteca
- 1982 Nu jeans e ’na maglietta
- 1982 Storia
- 1983 Sotto e’ stelle
- 1984 Forza campione
- 1985 Nino D’Angelo
- 1986 Cantautore
- 1984 Eccomi qua
- 1987 Tema d’amore
- 1986 Fotografando l’amore
- 1987 Cose di cuore
- 1988 Il cammino dell’amore
- 1988 Le canzoni che cantava mammà
- 1989 Inseparabili
- 1990 Amo l’estate
- 1991 E la vita continua
- 1992 Bravo ragazzo
- 1993 Tiempo
- 1994 Musicammore
- 1995 ’A neve e ’o sole
- 1997 A nu passo d’ ’a città
- 1997 Tano da morire
- 1999 Stella ’e matina
- 2000 Aitanic
- 2001 Terra Nera
- 2002 La festa
- 2003 ’O schiavo e ’o rre
- 2004 Cuore
- 2005 Il ragù con la guerra
- 2007 Gioia nova
- 2010 Jammo já
- 2012 Tra terra e stelle
- 2015 Concerto anni 80 e non solo
- 2017 Concerto 6.0 60 Anni
- 2021 Il poeta che non sa parlare

## Filmografie (Auswahl)

### Schauspieler und Musiker
- 1981: Celebrità
- 1982: L’Ave Maria (L’artista)
- 1982: Lo studente
- 1982: Giuramento (nur Darsteller)
- 1982: Tradimento (nur Darsteller)
- 1983: La discoteca
- 1983: Un jeans e una maglietta
- 1983: L’ammiratrice
- 1984: Un scugnizzo a New York
- 1985: Fotoromanzo
- 1985: Pop corn e patatine
- 1986: Quel ragazzo della curva B (nur Darsteller)
- 1988: La ragazza del metrò (auch Drehbuch)
- 1991: Fatalità
- 1993: Attenti a noi due
- 1998: Paparazzi
- 1999: Liebe deinen Feind (Ama il tuo nemico) (Fernseh-Miniserie)
- 1999: Tifosi
- 1999: Vacanze di natale 2000
- 2000: Aitanic
- 2003: Il cuore altrove
- 2006: 4-4-2 - Il gioco più bello del mondo
- 2007: Una notte
- 2022: La divina cometa
- 2024: Wonderboys: Der geheime Schatz von Neapel (Uonderbois) (Fernsehserie, 6 Folgen, nur Darsteller)

### Regisseur
- 1986: Giuro che ti amo
- 2000: Aitanic

### Musiker
- 1997: Oh, Tano! Für Dich lohnt es sich zu sterben (Tano da morire)